# Campo Número Uno y Medio
Campo Número Uno y Medio är en ort i Mexiko.   Den ligger i kommunen Cuauhtémoc och delstaten Chihuahua, i den nordvästra delen av landet, 1 300 km nordväst om huvudstaden Mexico City. Campo Número Uno y Medio ligger 2 102 meter över havet och antalet invånare är 220.
Terrängen runt Campo Número Uno y Medio är platt åt sydost, men åt nordväst är den kuperad. Runt Campo Número Uno y Medio är det ganska glesbefolkat, med 31 invånare per kvadratkilometer. Närmaste större samhälle är Cuauhtémoc, 8,7 km öster om Campo Número Uno y Medio. Trakten runt Campo Número Uno y Medio består i huvudsak av gräsmarker.